# Es (2017)
Es ist ein US-amerikanischer Horrorfilm von 2017 mit Elementen eines Coming-of-Age-Films von Andrés Muschietti. Es ist der erste Teil einer Neuverfilmung des gleichnamigen Romans von Stephen King, der bereits 1990 als Stephen Kings Es als Fernsehfilm verwirklicht wurde. Die Fortsetzung Es Kapitel 2 kam 2019 in die Kinos.

## Handlung
Maine, eine kleine Stadt namens Derry im Oktober 1988. Der sechsjährige Georgie Denbrough spielt im Regen mit einem Papierboot, das sein großer Bruder für ihn gebastelt hat. Als das Boot in einem Abfluss verschwindet und er in diesen hineinblickt, sieht er eine unheimliche Clownsgestalt, die sich ihm als Pennywise vorstellt. Diese verwickelt den kleinen Jungen in ein vermeintlich freundliches Gespräch und fordert ihn auf, das Boot zurückzunehmen. Zunächst scheint dies gut zu gehen, der Clown beißt Georgie jedoch Sekunden später einen Arm ab und zieht ihn in das Dunkel der Kanalisation.
Juni 1989: Bill Denbrough, Georgies großer Bruder, weiß noch immer nicht, was mit seinem kleinen Bruder geschehen ist. Er war eines von mehreren Kindern, die in letzter Zeit in Derry verschwunden sind, weshalb es ab 19 Uhr eine Ausgangssperre gibt. Der stotternde Bill hat nicht aufgehört zu glauben, dass sein Bruder noch lebt und darauf wartet, gerettet zu werden. Er glaubt, dass Georgie vom Regenwasser erfasst und in das weitläufige Abwassersystem von Derry gespült wurde. Um herauszufinden, was genau damals mit Georgie geschehen ist, stellt er in der Garage Experimente mit einem selbstgebauten Rohrsystem an und hat dort Karten der Kanalisation von Derry aufgehängt, was sein Vater nicht gutheißt, denn er glaubt nicht, dass sein jüngster Sohn noch lebt. Bill bittet seine drei Freunde, gemeinsam mit ihm die Kanalisation nach seinem Bruder abzusuchen. Sie alle sind Außenseiter in ihrer Schule: der jüdische Junge Stanley Uris, ein Skeptiker, der sich auf seine bevorstehende Bar Mitzwa vorbereitet, der unter seiner überfürsorglichen Mutter leidende Eddie Kaspbrak und Richie Tozier, der sich ständig als Komiker versucht. In ihren Sommerferien unterstützen sie Bill bei der Suche nach seinem Bruder, auch wenn sie eigentlich mehr daran interessiert sind, über Mädchen zu sprechen und über die Qualen, die ihnen einige tyrannische Jugendliche bereiten, wie ihr Peiniger Henry Bowers.
Bald stößt die hübsche Beverly Marsh zu ihnen, die wegen Gerüchte über ihr angeblich promiskuitives Verhalten von den anderen Mädchen an ihrer Schule nicht akzeptiert wird. Da ihr Vater sich ihr intim nähert, fühlt sie sich mit ihrer Clique wohler als zu Hause. Dann nehmen sie den neu zugezogenen Ben Hanscom auf, den sie am Fluss treffen und verarzten, nachdem dieser von Henry und dessen Freunden verletzt worden ist. Gemeinsam gehen sie zum Klippenspringen und Baden zur Zisterne von Derry. Ben ist ein übergewichtiger, introvertierter Junge, der seine Zeit am liebsten beim Lernen in der örtlichen Bibliothek verbringt. Sowohl er als auch Bill sind bald in Beverly verliebt. Ben findet in der Bibliothek bei seinen Recherchen heraus, dass das verschlafene Derry in der Vergangenheit schon mehrfach von einer Kreatur, die aus einer anderen Dimension kommt, heimgesucht wurde. Er zeigt ihnen in seinem Zimmer Dokumente aus Derrys Stadtgeschichte und erzählt seinen neuen Freunden, dass das Wesen alle 27 Jahre in der Stadt auftauchte, wobei sich immer Katastrophen und seltsame Todesfälle ereigneten. So verschwanden im Jahr der Stadtgründung von Derry alle Menschen aus der Stadt, im Jahr 1908 starben viele Kinder, 1935 kam es zu mysteriösen Vorkommnissen, und auch 1962 starben Menschen. All dies geschah an Orten in Derry, die über die Kanalisation mit dem Brunnenhaus verbunden sind. Gerade jetzt sind wieder 27 Jahre vergangen, und die mysteriöse Macht scheint abermals in der Stadt zu sein. Die Kinder benutzen alte Karten, um herauszufinden, wo sich der Verursacher versteckt.
Die Freunde geben zu, dass sie alle bereits ihre Erfahrungen mit Pennywise gemacht haben. Die Mitglieder der Clique wurden mit ihren scheinbar real gewordenen individuellen Ängsten konfrontiert. Die Macht, die es gezielt auf Kinder abgesehen hat, erscheint jedem von ihnen in seiner üblichen Gestalt oder in einer anderen Form, und meist kündet sich sein Erscheinen durch einen roten Ballon an, der durch die Luft schwebt. Eddie wird von einem ekligen Leprakranken verfolgt, Stan bekommt es mit einer Kreatur zu tun, die genauso aussieht wie das gruselige expressionistische Gemälde im Büro seines strengen Vaters, Ben Hanscom wurde im Keller der Bibliothek von einem kopflosen Jungen gejagt und Beverly, die sich selbst die Haare kurz geschnitten hat, wird in ihrem Bad von diesen fast in den Abfluss des Waschbeckens gezogen. Das Blut, das dabei im Bad verspritzt wurde, kann ihr Vater nicht sehen, jedoch alle ihrer neuen Freunde. Der afroamerikanische Junge Mike Hanlon, auf den sie am Fluss trafen, als dieser vor Henry und seinen Freunden floh, berichtet von einem Haus, in dem seine Eltern bei einem Brand ums Leben kamen und das ihn in seinen Visionen verfolgt. Bill sieht immer wieder seinen verschwundenen Bruder. Bei einem Besuch in einem verfallenen Haus in der Neibolt Street mit dem Zugang zu dem alten Brunnen wird letztlich auch Richie mit seinen Ängsten konfrontiert, als er sich mit vielen Clownpuppen in einem Zimmer eingeschlossen wiederfindet.
Eine Zeit lang gehen die Mitglieder der Clique, die sich mittlerweile selbst als Klub der Verlierer bezeichnen, wieder ihren gewohnten Leben nach, doch als Beverly kurz darauf im August 1989 spurlos verschwindet, nachdem sie sich endlich gegen ihren Vater zur Wehr gesetzt hat, gehen die Jungs abermals in das verfallene Haus. Bill ist fest davon überzeugt, dass Beverlys Vermutung stimmt, dass sie Es als Gruppe besiegen können. Doch das Wesen bemächtigt sich ihres Peinigers. Henry, dessen Freund Patrick Hockstetter mittlerweile ebenfalls in der Kanalisation verschwunden ist, erhält ein Paket mit einem Messer, welches er zuvor verloren hatte. Erst tötet er damit seinen Vater, dann sagt ihm eine Stimme, er solle auch die Mitglieder des Klubs der Verlierer töten. Er verfolgt sie in das verfallene Haus, doch Mike kann ihn überwältigen und in den Brunnen stoßen. Dort unten finden sie Beverly – zusammen mit den vielen anderen verschwundenen Kindern – in der Luft schwebend. Nachdem sie Beverly aus ihrem Tiefschlaf haben erwecken können, versuchen sie ihre Ängste, von denen sich Pennywise nährt, zu unterdrücken und besiegen Es. Seinen Bruder hat Bill in der Kanalisation jedoch nicht finden können.
Im September trifft sich der Club am Fluss. Beverly erzählt ihren Freunden von einer Vision, in der sie alle älter sind, aber wieder Angst haben. Bev wird es nicht vergessen können. Sie leisten einen Blutschwur, dass sie alle wieder zusammenkommen werden, sollte Es wieder zurückkehren. Bevor ihre Wege sich trennen, gibt Bill Beverly, die zu ihrer Tante nach Portland zieht, einen Kuss.

## Filmanalyse

### Filmgenre und Aufbau
Der Film wurde von Kritikern nicht nur als Horrorfilm, sondern auch als Coming-of-Age-Film und als eine finsterere Version von Stand by Me beschrieben. Auch Bezugnahmen auf den Jugendfilm Die Goonies seien nicht unbeabsichtigt, räumte Produzent Dan Lin ein.
Lukas Stern von der Berliner Zeitung erklärt, die Coming-of-Age-Geschichte keile sich in die Angstfantasie: „Vordergründig ist Es eigentlich eine ganz allgemeine Erzählung über Ängste und ihre Wirkungsweisen, über die Art, wie sie zunehmen, je mehr man sich ihnen hingibt, und das Dilemma, dass man immer stärker dazu gezwungen ist, sich ihnen hinzugeben, je stärker sie zunehmen. Und zugleich spielt sich diese vor der Folie einer im Grunde ebenso allgemeinen Geschichte über das Erwachsenwerden ab, über die Pubertät, über Mobbing in der Schule, über erste erotische Erfahrungen, über die mit aggressivem Elan vorangetriebene Emanzipation von den Eltern.“ Beide Stränge, so Stern, liefen im ersten Teil von Muschiettis Verfilmung mit gespenstischem Abstand nebeneinanderher, die Ebenen aber bedingten einander, denn gerade in der Kollision dieser Allgemeinheiten entstehe jene Unberechenbarkeit, die einen so atemlos im Sessel zittern lasse.
Ralf Krämer von der Berliner Morgenpost sagt in seiner Kritik, Muschietti erzähle den Film in einer traumwandlerisch sicheren Balance zwischen klassischem Coming-of-Age-Drama und Horrorfilm. Er nehme sich Zeit für seine durchweg großartig gecasteten Protagonisten, so Krämer, und nehme die Nöte und Sehnsüchte ihrer Rollen ernst, wobei er gleichzeitig ein betörendes doppeltes Spiel mit den vertrauten Mitteln des Horror-Genres spiele.

### Kameraarbeit und Filmschnitt
Lukas Stern sagt, mit schneller werdender Schnittfrequenz manifestiere sich das Grauen: „Ein abgetrennter Kopf liegt in einer Astgabel, ein Clown steht in einer feiernden Menschenmasse. Immer tiefer dringt die Kamera ein in die alten und unbewegten Pressefotografien aus vergangenen Jahrzehnten, immer näher rückt sie [die Kamera] heran an das horrende Element in ihnen, an den Kopf, an den Clown.“ Jedem erscheine dieses Böse, dieses „Es“ anders, so Stern. Es materialisiere sich als krächzender Leprakranker, als unerschöpfliche Blutfontäne aus dem Waschbeckenabfluss, als verlebendigtes impressionistisches Porträtgemälde, denn das Wesen kenne die Ängste der Kinder, erzeuge Illusionen, verführe, schwäche, betäube und fresse sie.

## Produktion

### Stab und literarische Vorlage
Die Regie übernahm Andrés Muschietti. Das Drehbuch stammt von Gary Dauberman und Chase Palmer, die hierbei Teile des Romans Es von Stephen King aus dem Jahr 1986 adaptierten, der bereits 1990 verfilmt worden war. Produziert wurde er von Muschiettis Schwester Barbara gemeinsam mit David Katzenberg, Roy Lee, Dan Lin und dem Autor Seth Grahame-Smith.
Der Film, der am Ende als Kapitel 1 bezeichnet wird, konzentriert sich auf die Teile des mehr als tausendseitigen Buches, die von einer Gruppe von Freunden in ihrer Jugend erzählen, die versuchen, eine Präsenz zu stoppen, die unter ihrer Stadt lauert, und verzichtet damit auf deren Erlebnisse 27 Jahre später im Erwachsenenalter. Die Kreatur konfrontiert sie umgekehrt mit ihren schlimmsten Ängsten und tritt in der Regel in Gestalt eines Clowns auf, kann aber auch andere Formen annehmen. In der filmischen Neuinterpretation wurde die Handlung um rund 30 Jahre auf das Ende der 1980er Jahre verlegt. Andere Elemente der Buchvorlage wurden ebenfalls neu interpretiert. Zu der Art Orgie in der Kanalisation, von der am Ende der Romanvorlage berichtet wird, sagte Muschietti, diese sei für ihn nur eine Metapher vom Ende der Kindheit und von einem Übergang ins Erwachsenenalter gewesen: „Ich glaube nicht, dass diese in dem Film wirklich nötig war, abgesehen davon, dass es nur schwer vorstellbar ist, dass man uns erlaubt hätte, im Film eine Orgie zu drehen.“ Allerdings komme der Blutschwur im Film vor, bei dem sie sich als komplette Gruppe ein letztes Mal sehen und nach dem es für ihr Zusammensein auch keine weitere Notwendigkeit mehr gibt, so der Regisseur, da Es scheinbar vernichtet wurde. Diese Szene markiere einen ganz ähnlichen Moment, denn auch an diesem Punkt ende ihre Kindheit, und ihr Erwachsenenalter beginne, so Muschietti.

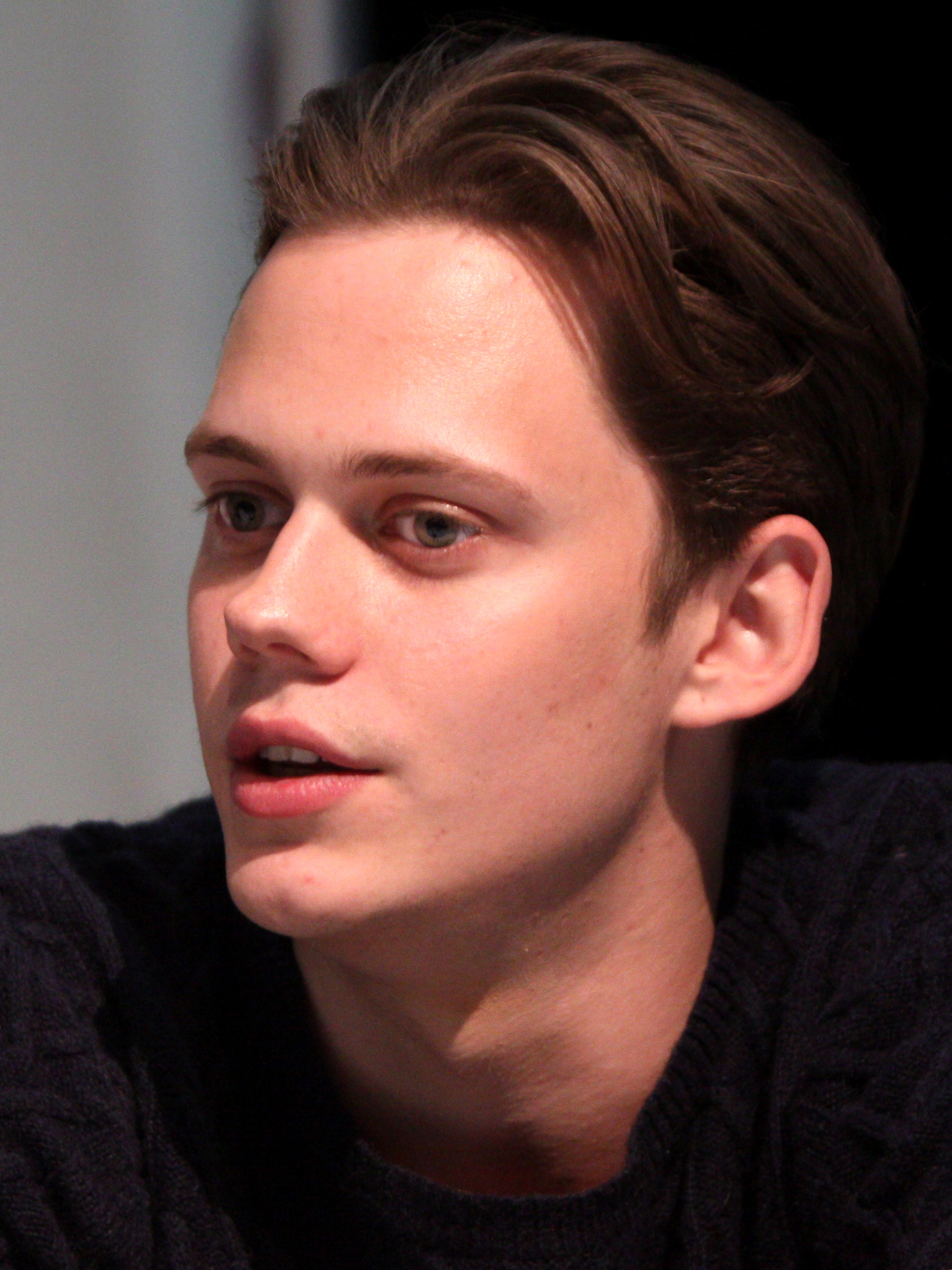
Bill Skarsgård spielte die Hauptrolle Pennywise

Weitere Teile des Buches waren Grundlage der Fortsetzung Es Kapitel 2.

### Besetzung
Der schwedische Schauspieler Bill Skarsgård übernahm die Rolle des Clowns Pennywise, Javier Botet spielt The Leper, Nicholas Hamilton übernahm die Rolle von Henry Bowers, Owen Teague die von Patrick Hockstetter, und Logan Thompson spielt Victor Criss. Die Mitglieder des Losers Clubs werden von verschiedenen Kinderdarstellern gespielt: Jaeden Lieberher spielt Bill Denbrough, Finn Wolfhard übernahm die Rolle von Richie Tozier und Chosen Jacobs spielt Mike Hanlon. Jeremy Ray Taylor übernahm die Rolle von Ben Hanscom, Wyatt Oleff spielt Stanley Uris und Jack Dylan Grazer Eddie Kasprak. Sophia Lillis übernahm mit Beverly Marsh die Rolle des einzigen Mädchens im Losers Club.
Über die Besetzung von Pennywise mit Skarsgård sagte Produzent Dan Lin: „Seine Statur ist durchaus interessant; er ist wirklich groß und schlacksig und ähnelt in seinen Bewegungen ein wenig einem Clown.“ Lin erklärt, sie wollten mit Skarsgård in dieser Rolle eine Figur erschaffen, die für sich selbst steht und nicht wie Heath Ledger als Joker oder Tim Curry als Clown ist.

### Dreharbeiten und Ausstattung
Die Dreharbeiten fanden an Orten in den USA und in Kanada statt, an denen bereits eine Reihe weiterer bekannter Produktionen der Horrorfilm- und -seriengeschichte entstanden waren, so in der US-amerikanischen Stadt Bangor in Maine, wo man im Januar 2016 drehte. In Kanada drehte man in Toronto in der 450 Pape Avenue und in den dortigen Pinewood Toronto Studios in Port Lands, in den Townships Pickering und Hamilton und der dortigen Stadt Port Hope, zudem in Oshawa, Elora (im Elora Quarry) und in West Montrose an und auf einer überdachten Holzbrücke aus dem späten 19. Jahrhundert, die über den Grand River führt. Alle diese Orte liegen in Ontario.
An dieser Brücke hatten bereits die Dreharbeiten zu John Carpenters Die Mächte des Wahnsinns stattgefunden. In Elora hatte James Wan Dead Silence gedreht, in Oshawa waren Silent Hill (2006), aber auch Resident Evil: Afterlife (2010) gedreht worden. In Pickering fanden bereits die Dreharbeiten zu Chucky und seine Braut (1998) und große Teile der Fernsehserie Hannibal statt. In Port Hope drehte man bereits Orphan – Das Waisenkind (2009). In Hamilton wurden Crimson Peak (2015), Resident Evil: Apocalypse (2004), eine Neuauflage von Poltergeist (2015) und mehrere Folgen der Fernsehserie The Strain gedreht. Zu guter Letzt hatten auch Dreharbeiten in Bangor stattgefunden, wo man bereits Friedhof der Kuscheltiere drehte. Der dortige Mount Hope Cemetery an der 1048 State Street ist in mehreren Szenen des Films zu sehen.
Orte in den Townships Pickering und Hamilton dienten Derry als Kulisse. Hierzu wurde ab 8. Juli 2016 in Port Hope von den Bühnenbauern das Stadtbild entsprechend verändert, das Gemeindehaus von Port Hope wurde zur Bibliothek der Stadt Derry umgestaltet und das Touristencenter zu einem Gemeindebüro.
Ein im August 2016 veröffentlichtes Foto vom Filmset zeigte ein eisernes Tor, in dem die Hausnummer 29 zu lesen ist. Im Roman Es verbirgt sich hinter dieser Hausnummer in der Neibolt Street ein leerstehendes Haus, in dem sich die Mitglieder des Losers Club in Derry treffen, diese aber auch von Pennywise gequält werden. Vor dem Tor waren auf den Fotos Unkraut und totes Gras zu sehen, was insgesamt sehr gruselig wirke, so Ananda Dillon von moviepilot.com. Das im Film in der Neibolt Street befindliche verlassene Haus wurde in Oshawa als Kulisse errichtet. Dietmar Dath von der Frankfurter Allgemeinen Zeitung bezeichnet die Kulissen und Requisiten zwischen der Kanalisation, dem Spukhaus und den Schulkorridor in seiner Kritik zum Film als unaufdringlich perfekt.

### Kostüme und Filmmusik
Als Kostümdesignerin fungierte Janie Bryant, die für ihre Arbeit an Deadwood mit einem Primetime Emmy ausgezeichnet wurde. Im August 2016 erklärte Bryant in einem Interview mit Entertainment Weekly, dass sie sich bei der Gestaltung von Pennywises Kostüm von Kleidungsstücken aus früheren Epochen inspirieren ließ, darunter aus dem Mittelalter, der Renaissance und dem Elisabethanischen und Viktorianischen Zeitalter. Dies hebe hervor, dass Pennywise ein Clown aus einer anderen Zeit ist, so Bryant, und gestaltete sein Kostüm mit einer Halskrause mit fast kreppartigem Effekt, die jedoch weniger steif als solche aus dem Elisabethanischen Zeitalter wirkten. Indem Bryant mehrere Epochen in das Kostüm integrierte, wollte sie Pennywises Unsterblichkeit betonen. Die Hauptfarbe seines Anzugs ist ein dunkles Grau, weist allerdings auch einige farbliche Akzentuierungen auf.
Die Filmmusik wurde von Benjamin Wallfisch komponiert. Zudem verwendete Wallfisch im Film die Songs Six Different Ways von The Cure, das die Kinder hören, als sie das blutige Bad reinigen, Antisocial von Anthrax während der Steinschlacht am Fluss und Dear God von XTC. Der Soundtrack zum Film umfasst 38 Musikstücke und wurde am 8. September 2017 von WaterTower Music als Download und als Doppel-CD veröffentlicht.

### Marketing und Veröffentlichung

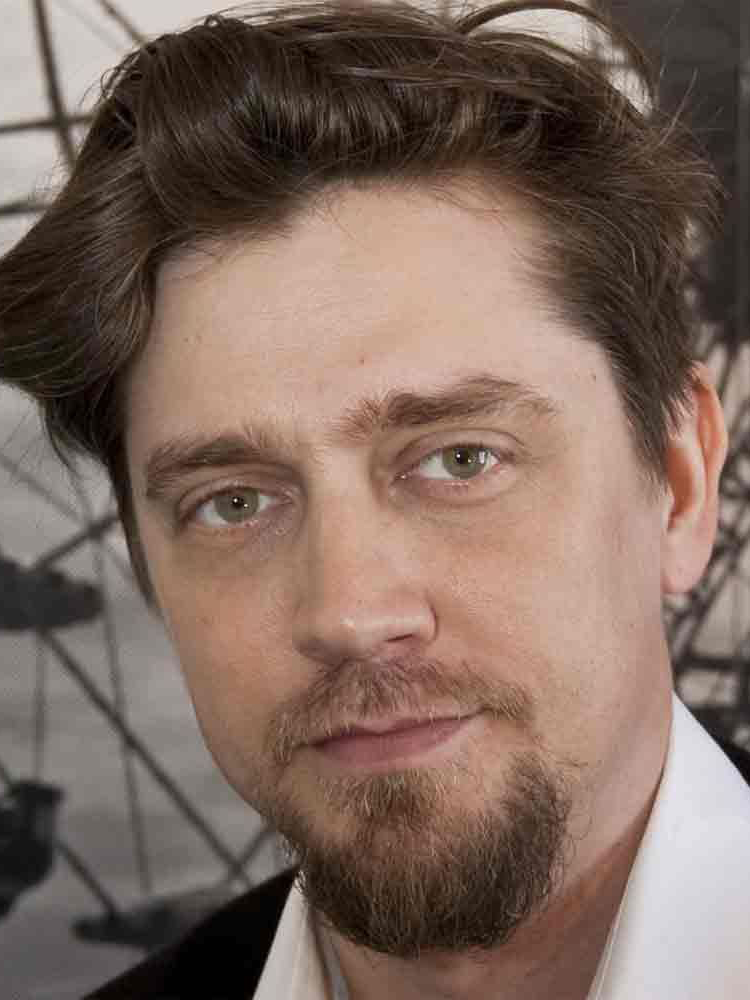
Andrés Muschietti

Während der Dreharbeiten wurden mehrere Fotos veröffentlicht, die Skarsgård und Botet, aber auch Muschietti zeigen. Auch Fotos während des Filmschnitts wurden veröffentlicht und Fotos von Pennywise. Zudem stellte man einige fiktive Fahndungsfotos, Aufnahmen von Setdekorationen und Concept Art eines Jungen mit seinem Fahrrad vor. Ende März 2017 wurde im Rahmen der CinemaCon ein erster Teaser-Trailer vorgestellt. Ebenfalls Ende März 2017 veröffentlichte Warner Bros Deutschland auch einen deutschen Trailer bei Youtube. Auf der Comic-Con in San Diego stellte der Regisseur im Juli 2017 drei weitere Einblicke zum Film vor, darunter zwei Szenen, welche die Freundschaft des Klub der Verlierer darstellen, sowie ihren Kampf gegen Henry Bowers. Dort wurde zudem FLOAT: A Cinematic VR Experience vorgestellt. Ende Juli 2017 folgte ein weiterer Trailer, in dem einige Szenen aus den vorherigen Trailern wieder aufgegriffen wurden, wie zum Beispiel das Papierboot von Bills kleinem Bruder Georgie oder auch die Szene im Keller der Denbroughs.
Zwischen den beiden Veröffentlichungen von Stephen Kings Es (1990) und Es (2017) liegen 27 Jahre, exakt das Zeitintervall, in welchem die Entität Es im Roman die Stadt Derry heimsucht. Dieser Zusammenhang war seitens des Produktionsteams allerdings nicht von vornherein beabsichtigt, sondern mehr ein Ergebnis von Verschiebungen und Regisseurwechseln.
Der Film feierte am 5. September 2017 in Los Angeles seine Weltpremiere und kam am 8. September 2017 in die US-amerikanischen und am 28. September 2017 in die deutschen Kinos. Zudem war die Originalversion zur Eröffnung des Fantasy-Filmfest am 6. September 2017 zu sehen. Am 21. September 2017 hatte Es als Eröffnungsfilm des Slash-Festivals seine Österreich-Premiere. Am 21. August 2019 soll er in das Programm von Netflix aufgenommen werden.

## Rezeption

### Altersfreigabe
In den USA erhielt der Film von der MPAA wegen der Darstellung von Gewalt und Horror und blutiger Szenen ein R-Rating, was einer Freigabe ab 17 Jahren entspricht. In Deutschland ist der Film FSK 16. In der Freigabebegründung heißt es: „Der Film konzentriert sich auf die Perspektive seiner jungen, positiv gezeichneten Helden und erzählt im typischen Genregewand des Horror-Thrillers von Themen wie Freundschaft und Erwachsenwerden. Drastische Gewaltszenen können dabei Kinder und Jugendliche unter 16 Jahren überfordern. Doch 16-Jährige sind in der Lage, diese nie voyeuristisch ausgespielten Szenen in den Genre-Kontext einzuordnen. Sie können die metaphorische Ebene der Handlung entschlüsseln und sich von den abgründigen Aspekten des Films ausreichend distanzieren, da ihnen die Fiktionalität des Geschehens klar ist.“

### Soziale Medien
Nach der Vorstellung eines ersten Teaser-Trailers bei der CinemaCon Ende März 2017 führte der Film Anfang April 2017 die Social Media Charts an.
Erste Reaktionen von Kritikern und Zuschauern nach Vorpremieren und Pressevorführungen fielen in den sozialen Medien wie Twitter größtenteils sehr positiv aus. So nennt Dan Casey von Nerdist den Film spooktacular und fügt hinzu: „Großartige Darsteller, überraschend lustig und mit wirklich nervenaufreibendem Schrecken.“ Anthony Breznican von Entertainment Weekly teilt diesen Eindruck und sagt: „Ich denke, es ist eine der besten Stephen-King-Verfilmungen, die je gedreht wurde.“

### Kritiken
Der Film konnte bislang 86 Prozent der Kritiker bei Rotten Tomatoes überzeugen. Im Rahmen der Golden Tomato Awards des Jahres 2017 ging der Film als Zweitplatzierter in der Kategorie Best Horror Movie hervor.
Eric Kohn von IndieWire meint, auch wenn es sich bei der zweieinhalbstündigen Horror-Abenteuer-Saga um eine vorhersehbare Adaption des Romans handele und der Film nur wenig Überraschendes biete, könnten Horror-Fans dennoch auf ihre Kosten kommen. Andres Barker von Variety meint, Fans von Stephen King würden sicherlich die deutlichen Bemühungen und die Zuneigung zu schätzen wissen, die mit der filmischen Adaption seines Romans einhergingen. Dietmar Dath von der Frankfurter Allgemeinen Zeitung meint, von der Hälfte des Romans, die allenfalls in so ein Spielfilmformat passe, bleibe schließlich nur ein Drittel übrig, allerdings handele es sich dabei aber um das richtige Drittel, und Muschietti liefere mit Es den besten 1980er-Jahre-Steven-Spielberg-Film, der weder von Spielberg noch aus den 1980ern stammt.
Zur Arbeit des Regisseurs und des gesamten Filmstab heißt es in der Huffington Post, die Ängste der Kinder seien sensationell visualisiert und auch die Soundeffekte trügen ihren Teil zum ultimativen Horror bei. Dazu bediene sich Muschietti Stop-Motion-Effekten, die auch in der 1990er-Jahre-Version des Films benutzt wurden und verweise damit und mit anderen diversen Anspielungen auf das Original. John DeFore von The Hollywood Reporter meint, es handele sich um einen soliden Thriller, der am besten funktioniere, wenn nur die jugendlichen Helden ohne Monsterszenen beteiligt sind. Matt Goldberg von Collider meint, das Tempo, die visuellen Effekte und die Filmmusik seien ausgezeichnet, was den Film jedoch wirklich lebendig mache, sei, dass er Herz besitze.
Zum Umstand, dass Es weniger ein Horrorfilm mit Teenagern als ein Teenagerdrama mit Horrorelementen geworden ist, erklärt David Steinitz von der Süddeutschen Zeitung: „Die Kleinstadt Derry ist in diesem Film eine Geisterstadt, sie sieht aus, als sei Donald Trump schon seit fünfzig Jahren Präsident. Die Erwachsenenwelt ist in einem desolaten Zustand der Abschottung und Ausgrenzung, die Lehrer, Eltern und Ladenverkäufer sehen aus wie die Zombieversion von Erziehungsberechtigten – die kindlichen Helden sind ganz auf sich allein gestellt.“ Steinitz hebt in seiner Kritik insbesondere die Besetzung der zentralen Rollen hervor und sagt: „Andy Muschietti hat Jungdarsteller gefunden, die genau dem Roman entsprechen und die diesen Film mit flapsigen Dialogen, wie man sie nur mit 13 austauschen kann, aber auch mit ihrer Angst und Ungläubigkeit vor den monströsen Dingen des Lebens tragen. Eine Coming-of-Age-Geschichte, in der man das Auftauchen des Clowns fast schon als Störfaktor bezeichnen kann – aber auch das entspricht ja dem Geist der Vorlage.“ Über die Nachwuchsschauspieler, die im Film den Klub der Verlierer bilden, sagt Sean P. Means von The Salt Lake Tribune, die sieben seien durchweg gut und die Chemie zwischen ihnen stimme. Barbara Schweizerhof meint in der taz, Ängste erwiesen sich beim Betrachten des Films nie als unbegründet, sondern seien stets eine harmlose Vorahnung von Dingen, die noch viel, viel schlimmer werden, was eine Entspannung für den Zuschauer unmöglich mache und Es rein körperlich zum vielleicht anstrengendsten Film des Jahres mache. Dass man dies aushalte, so Schweizerhof, liege an seiner siebenköpfigen Heldentruppe, dem „Klub der Verlierer“. Die Sieben seien ein Glücksfall in der Besetzung, so die Filmkritikerin, und jeder Einzelne von ihnen habe so viel Charisma, dass sich die wenigen Momente, die der Film sie in Nichthorrorsituationen zeigt, förmlich einbrennen. Auch Rachel Heine von Nerdist sagt, die Besetzung dieser sieben Rollen sei die wirkliche Stärke des Films. Über Sophia Lillis in der Rolle von Beverly Marsh sagt Dietmar Dath, ihren Part hätte man nicht besser besetzen können, und das Böse hätte eigentlich gleich wissen müssen, dass diese junge Frau sich nicht beißen lässt, ohne herzhaft zurückzubeißen. Andres Barker von Variety hebt hingegen besonders Finn Wolfhard hervor, der in der Rolle von Richie den anderen Mitgliedern des Klubs die Schau stehle. Über die älteren und teils erwachsenen Figuren sagt Barker, große Teile des Films fänden in Abwesenheit der Eltern statt, und wenn Erwachsene auftauchen, seien sie meist betrunken, gemein, manipulativ oder völlig gleichgültig gegenüber den Ängsten und Sorgen derer, die sie eigentlich beschützen sollten.
Über Bill Skarsgård in der Rolle von Es selbst sagt John DeFore von The Hollywood Reporter, der Film gebe ihm nicht genug Möglichkeiten, die schreckliche Person zu entwickeln, die man am Anfang gesehen hat. Dietmar Dath meint, der Schauspieler gluckse und kichere, mit Sabberfäden am Kinn, so vollkommen irr, dass selbst sein Kollege Krusty von den Simpsons Reißaus nähme.

### Einspielergebnis
Der Film landete nach seinem Start in vielen Ländern auf Platz 1 der Kino-Charts, so im Vereinigten Königreich, in Frankreich und in Russland. In den USA, wo er am 8. September 2017 in 4.103 Kinos gestartet war, konnte der Film alleine an seinem Startwochenende 123,4 Millionen US-Dollar einspielen. Dies bedeutete dort den besten Horrorfilm-Start und den zweitbesten Start für einen Film mit der Altersfreigabe R in der Geschichte. Mit Einnahmen von bislang 327,5 Millionen US-Dollar avancierte der Film in den Staaten auch zur erfolgreichsten Stephen-King-Verfilmung noch vor The Green Mile und zum erfolgreichsten Horrorfilm mit dieser Altersfreigabe noch vor Der Exorzist. Anfang Oktober 2017 überholte Es auch den Film The Sixth Sense und gilt damit in den USA als der erfolgreichste Horrorfilm, ebenso weltweit. Den Produktionskosten des Films von rund 35 Millionen US-Dollar stehen bislang weltweite Einnahmen aus Kinovorführungen in Höhe von 704,2 Millionen US-Dollar gegenüber, womit sich der Film auf Platz 13 der erfolgreichsten Filme des Jahres 2017 und auf Platz 141 der weltweit erfolgreichsten Filme befindet.
Auch in Deutschland erreichte der Film nach seinem Start Platz 1 der Kino-Charts und verzeichnet dort insgesamt bislang 3.170.231 Besucher, wodurch er Platz 7 des Jahresrankings belegt und zur erfolgreichsten Stephen-King-Verfilmung vor The Green Mile (2,11 Mio.) und Shining (2,02 Mio.) wurde.

### Auszeichnungen (Auswahl)
Am 18. Dezember 2017 gab die Academy of Motion Picture Arts and Sciences bekannt, dass Benjamin Wallfischs Arbeit auf einer Shortlist steht, aus der die Nominierungen in der Kategorie Beste Filmmusik im Rahmen der Oscarverleihung 2018 erfolgen werden. Im Folgenden eine Auswahl von Nominierungen und Auszeichnungen im Rahmen weiterer Filmpreise.
Critics’ Choice Movie Awards 2018
- Nominierung als Bester Science-Fiction- oder Horrorfilm[65]

Golden Trailer Awards 2017
- Auszeichnung in der Kategorie Best Horror[66]

Los Angeles Online Film Critics Society Awards 2018
- Nominierung in der Kategorie Best Sci-Fi / Horror[67]

MTV Movie & TV Awards 2018
- Nominierung als Film des Jahres
- Nominierung als Bester Bösewicht (Bill Skarsgård)
- Nominierung in der Kategorie Most Frightened Performance
- Auszeichnung als Bestes On-Screen-Team (Finn Wolfhard, Sophia Lillis, Jaeden Lieberher, Jack Dylan Grazer, Wyatt Oleff, Jeremy Ray Taylor und Chosen Jacobs)[68][69]

Saturn-Award-Verleihung 2018
- Nominierung als Best Horror Film Release
- Nominierung als Bester Nebendarsteller (Bill Skarsgård)
- Nominierung als Beste Nebendarstellerin (Sophia Lillis)
- Nominierung für das Beste Make-up (Alec Gillis, Sean Sansom, Tom Woodruff, Jr. und Shane Zander)[70]

Teen Choice Awards 2018
- Nominierung als Choice Movie Villain (Bill Skarsgård)
- Nominierung als Choice Breakout Movie Star (Sophia Lillis)
- Nominierung als Choice Movie Ship (Sophia Lillis und Jeremy Ray Taylor)[71]

### Parodie
In der Episode Nicht Es (OT: Not It) der Zeichentrickserie Die Simpsons (Staffel 34, Episode 5) von 2022 wird der Horrorfilm parodiert.

## Prequel
HBO Max arbeitet an einer Prequel-Serie mit dem Titel Welcome to Derry, in der eine weitere Gruppe von Kindern vor den Ereignissen aus Es auf den Clown Pennywise trifft. Als Showrunner fungieren Jason Fuchs und Brad Caleb Kane, während Andy und Barbara Muschietti als Executive Producer tätig sind. Die Veröffentlichung soll im Jahr 2025 erfolgen.

## Synchronisation
Die deutsche Synchronisation entstand nach einem Dialogbuch von Klaus Bickert unter der Dialogregie von Tobias Meister im Auftrag der RC Production Kunze & Wunder in Berlin.
| Rolle                    | Darsteller        | Synchronsprecher      |
| ------------------------ | ----------------- | --------------------- |
| William „Bill“ Denbrough | Jaeden Lieberher  | Oliver Szerkus        |
| Es / Pennywise           | Bill Skarsgård    | Leonhard Mahlich      |
| Richard „Richie“ Tozier  | Finn Wolfhard     | Ben Hadad             |
| Beverly „Bev“ Marsh      | Sophia Lillis     | Léa Mariage           |
| Edward „Eddie“ Kaspbrak  | Jack Dylan Grazer | Elias Kunze           |
| Benjamin „Ben“ Hanscom   | Jeremy Ray Taylor | Finn Posthumus        |
| Michael „Mike“ Hanlon    | Chosen Jacobs     | Cedric Eich           |
| Stanley „Stan“ Uris      | Wyatt Oleff       | Maximilian Ehrenreich |